# Louise Doughty
Louise Doughty (ur. 4 września 1963 w Melton Mowbray) – brytyjska pisarka i dziennikarka pochodzenia romskiego. 

## Życiorys
Louise Doughty urodziła się 4 września 1963 roku w Melton Mowbray. Studiowała na University of Leeds i Uniwersytecie Wschodniej Anglii. Dawniej pracowała jako krytyk literacki; w latach 1998-2001 pracowała w BBC Radio 4. Jest autorką wielu książek, jej książki zostały nominowane do wielu nagród, między innymi Costa Book Awards i Women’s Prize for Fiction; otrzymała między innymi Arts Council Writers’ Award i Ian St. James Award. Obecnie mieszka w Londynie. W 2019 roku otrzymała tytuł doktora honoris causa Uniwersytetu Wschodniej Anglii. Jej najbardziej znane utwory to Black Water i Mroczny Zaułek.